# Liste der Naturdenkmale in Premnitz
Die Liste der Naturdenkmale in Premnitz enthält alle Naturdenkmale der brandenburgischen Gemeinde Premnitz und ihrer Ortsteile im Landkreis Havelland, welche durch Rechtsverordnung geschützt sind. (Stand: 2014)
In den Spalten befinden sich folgende Informationen:
- Nr.: Identifizierungsnummer nach veröffentlichter Liste. Sie wird von der unteren Naturschutzbehörde des Landkreises oder der kreisfreien Stadt vergeben. Wenn sie bekannt ist, wird sie angegeben. In dieser Spalte kann sich zusätzlich das Wort Wikidata befinden, der entsprechende Link führt zu Angaben zu diesem Naturdenkmal bei Wikidata.
- Bezeichnung: Benennung des Naturdenkmals, in der Regel wird bei Bäume die Baumart genannt. Bekannte Eigennamen werden mit angegeben.
- Gemarkung: Ort oder Gemarkung, in der sich das Naturdenkmal befindet
- Lage: Nennt die Lage des Naturdenkmals im jeweiligen Ortsteil und die geografischen Koordinaten des Naturdenkmals. Link zu einem Kartenansichtstool, um Koordinaten zu setzen. In der Kartenansicht sind Naturdenkmale ohne Koordinaten mit einem roten beziehungsweise orangen Marker dargestellt und können in der Karte gesetzt werden. Denkmale ohne Bild sind mit einem blauen bzw. roten Marker gekennzeichnet, Denkmale mit Bild mit einem grünen beziehungsweise orangen Marker.
- Beschreibung: die Beschreibung des Naturdenkmales
- Schutzzweck: Erläutert den Grund der Unterschutzstellung
- Bild: Zeigt ein Bild des Naturdenkmales und gegebenenfalls ein Link zu weiteren Fotos im Medienarchiv Wikimedia Commons

## Premnitz
| Bild | Bezeichnung                 | Lage                                                                                      | Beschreibung | Schutzzweck | Nummer |
| ---- | --------------------------- | ----------------------------------------------------------------------------------------- | --- | ----------- | ------ |
| BW   | Pfarramtslinde von Premnitz | Premnitz, im Garten des evangelischen Pfarramtes 2/141 (52° 31′ 59,5″ N, 12° 19′ 50,1″ O) | durch seinen Standort befindet sich die Linde sichtexponiert im Hof des Pfarramtes; aufgrund ihrer vollen und dichtbelaubten Krone sowie ihrer ganzen Erscheinung stellt diese Linde eine echte Naturschönheit dar; besonders markanter Baum - Stamm ist gerade und teilt sich in etwa sieben Meter Höhe in die mächtige und 14 Meter breite Krone. - Stammumfang: 311 - seit 1960 |             | 0029 B |